# Recode
Recode est un site internet américain dédié aux nouvelles technologies, lancé début 2014 pour prendre la relève de All Things Digital (en). Il couvre l'actualité technologique à la fois du point de vue des entreprises et des consommateurs, fait des critiques de nouveaux appareils et logiciels, et publie des nouvelles exclusives sur les médias. Le titre organisera aussi chaque mai une série de conférences, baptisées « Code », qui reprendront le contenu et le format des D Conferences organisées par l'ancien titre.

## Historique

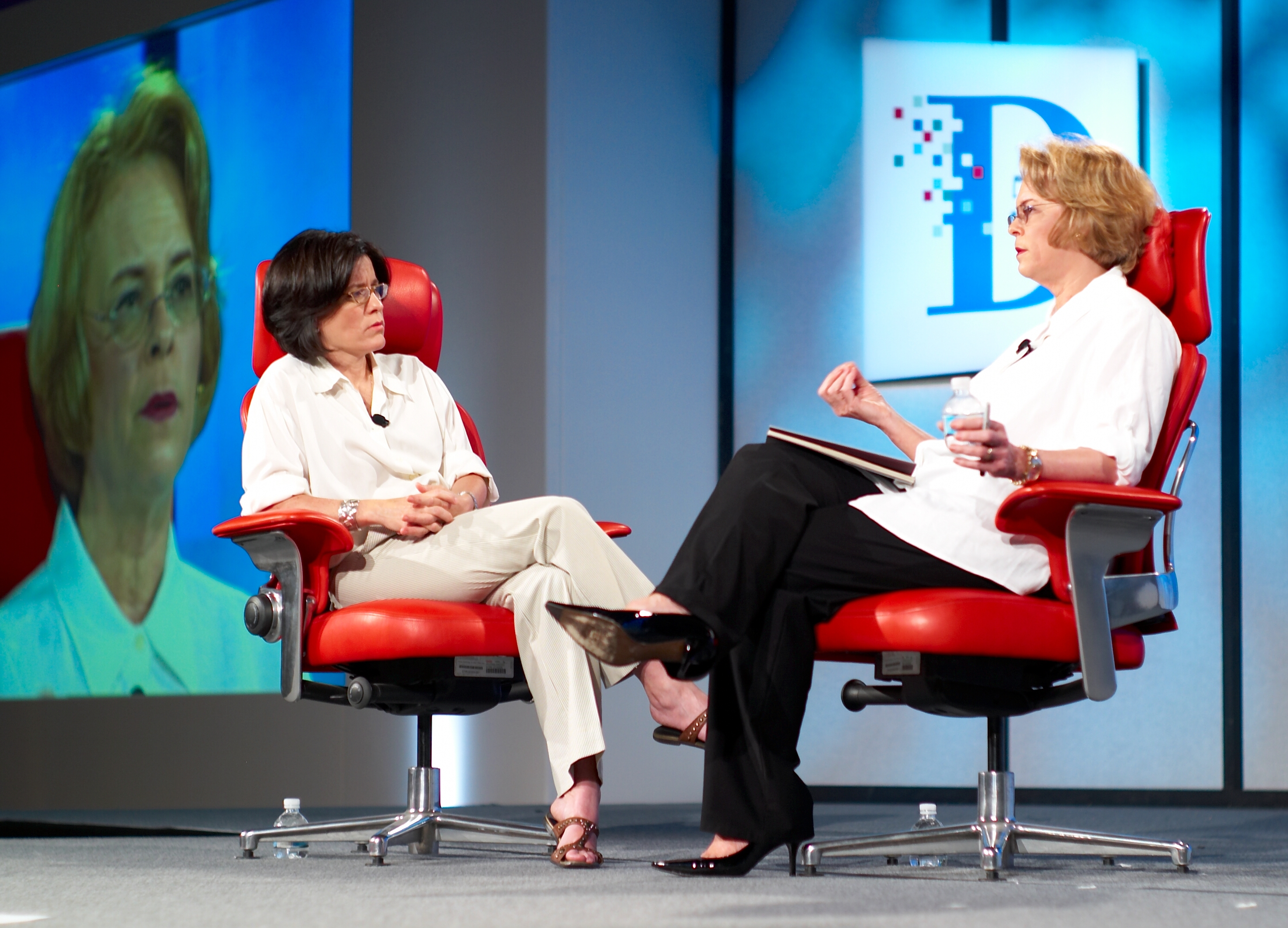
Kara Swisher et Ann Moore.

Re/code est fondé et dirigé par Kara Swisher et Walt Mossberg. Le site est en partie financé par NBCUniversal et Windsor Media.
En mai 2015, Vox Media acquiert pour un montant inconnu Re/code. En 2016, le site est relancé avec un nouveau design sous la responsabilité du rédacteur en chef Dan Frommer.[réf. souhaitée]